# 프리츠 후허드라흐
프리츠 마르티뉘스 더 로스 산토스 후허드라흐(네덜란드어: Frits Martinus de los Santos Goedgedrag 스페인어: Frits Martinus de los Santos Goedgedrag 영어: Frits Martinus de los Santos Goedgedrag 파피아멘토어: Frits Martinus de los Santos Goedgedrag, 1951년 11월 1일 ~ )는 네덜란드령 안틸레스의 정치인이다.
1992년부터 1998년까지는 보네르섬의 사무관이었으며 2002년부터 2010년까지 네덜란드령 안틸레스의 총독이었다. 해체 이후에는 지금까지 퀴라소의 총독이다.